# Pyrota akhurstiana
Pyrota akhurstiana är en skalbaggsart som beskrevs av Horn 1891. Pyrota akhurstiana ingår i släktet Pyrota och familjen oljebaggar. Inga underarter finns listade i Catalogue of Life.